# Tipula pallitergata
Tipula pallitergata är en tvåvingeart som beskrevs av Alexander 1934. Tipula pallitergata ingår i släktet Tipula och familjen storharkrankar. Inga underarter finns listade i Catalogue of Life.